# 滨海布里克维尔
滨海布里克维尔（法語：Bricqueville-sur-Mer，法語發音：[bʁikvil syʁ mɛʁ]）是法国芒什省的一个市镇，属于库唐斯区。

## 地理
滨海布里克维尔（48°54'48"N, 1°31'19"W）面积12.88 平方千米，位于法国诺曼底大区芒什省，该省份为法国西北部沿海省份，西、北、东北三面环大西洋，东起顺时针与卡爾瓦多斯省、奧恩省、马耶讷省和伊勒-维莱讷省接壤。
与滨海布里克维尔接壤的市镇（或旧市镇、城区）包括：布雷阿勒、塞朗斯、滨海米讷维尔。

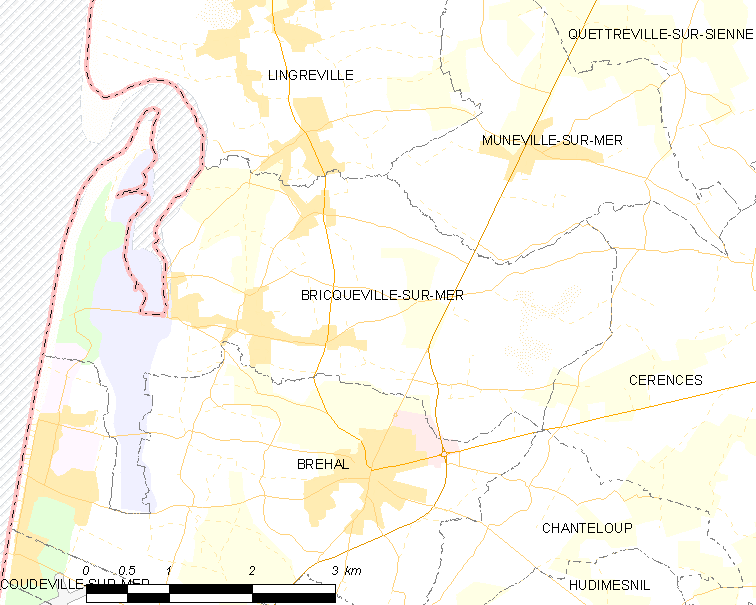
滨海布里克维尔的OSM定位图

滨海布里克维尔的时区为UTC+01:00、UTC+02:00（夏令时）。

## 行政
滨海布里克维尔的邮政编码为50290，INSEE市镇编码为50085。

## 政治
滨海布里克维尔所属的省级选区为布雷阿勒县。

## 人口

1962-2008年间滨海布里克维尔人口变化图示

滨海布里克维尔于2022年1月1日时的人口数量为1263人。